# Stor-Öjingen
Stor-Öjingen är en sjö i Härjedalens kommun i Hälsingland och ingår i Ljusnans huvudavrinningsområde. Sjön är 15,4 meter djup, har en yta på 4,96 kvadratkilometer och befinner sig 426 meter över havet. Sjön avvattnas av vattendraget Ängerån.

## Delavrinningsområde
Stor-Öjingen ingår i det delavrinningsområde (686781-145570) som SMHI kallar för Utloppet av Stor-Öjingen. Medelhöjden är 444 meter över havet och ytan är 19,38 kvadratkilometer. Räknas de 11 avrinningsområdena uppströms in blir den ackumulerade arean 51,13 kvadratkilometer. Ängerån som avvattnar avrinningsområdet har biflödesordning 2, vilket innebär att vattnet flödar genom totalt 2 vattendrag innan det når havet efter 197 kilometer. Avrinningsområdet består mestadels av skog (41 procent) och sankmarker (24 procent). Avrinningsområdet har 5,02 kvadratkilometer vattenytor vilket ger det en sjöprocent på 25,9 procent.